# Ngũ đại truyền kỳ
Ngũ đại truyền kì (chữ Hán: 五大传奇) là năm vở hí kịch nổi tiếng của Trung Quốc, bao gồm:
- Kinh thoa ký
- Bạch thố ký (còn gọi là Lưu Tri Viễn)
- Bái nguyệt đình
- Sát cẩu ký
- Tì bà ký

Trong đó 4 vở trên còn được gọi là Tứ đại truyền kì hay Minh tứ đại truyền kì vì đều được sáng tác vào thời Minh. Người đời sau thêm Tì bà ký vào thành Ngũ đại truyền kì.